# Un verdor terrible
Un verdor terrible és una obra de l'escriptor i periodista xilè Benjamín Labatut publicada l'any 2020.
Un verdor terrible, el tercer llibre de Labatut, és una obra dificil de classificar, que es troba a mig camí entre un llibre de relats i una novel·la, on es juga amb la realitat i la ficció per tal d'explicar el rerefons i les conseqüències d'algunes conegudes troballes científiques, qüestionant alhora els paràmetres de la realitat, i també de tot allò que tradicionalment s'entén per literatura. El llibre ha rebut molts reconeixements, entre els quals el ser un dels sis seleccionats a la Llista Curta del Booker Prize International 2021, també ser finalista del National Book Award dels EUA en la categoria de millor llibre traduït a l'anglès, destacat en el seu moment per l'expresident dels Estats Units, Barack Obama, i elegit com un dels 10 millors llibres del 2021 pels editors del New York Times.